# Club Deportivo Coronel Bolognesi
El Coronel Bolognesi es un club de fútbol del Perú fundado en 1929 en la calle Blondell de la ciudad de Tacna, en el departamento homónimo. El nombre del club perenniza la memoria del Coronel Francisco Bolognesi, defensor de Arica en la Guerra del Pacífico.
En 2012 por problemas económicos decidió no seguir jugando la Segunda División, por lo que actualmente juega en la Copa Perú.
Tiene como clásico rival al Alfonso Ugarte de Tacna, al ser el otro equipo de la ciudad, con quien disputa el El Clásico Tacneño.

## Historia

### Fundación
El 18 de octubre de 1929, a pocos días que la provincia de Tacna se reincorpore al Perú, se reúnen en el nuevo Colegio Nacional de Varones los fundadores del club: Fausto Gallirgos, Manuel Chepote junto a un grupo de abogados y comerciantes. Fausto Gallirgos propone el nombre de "Coronel Bolognesi" como homenaje a Francisco Bolognesi, defensor de Arica en la Batalla de Arica. Manuel Chepote es elegido presidente del club. Allí se eligieron los colores de la bandera peruana como el uniforme; camiseta roja, pantalones blancos.
Luego de su fundación tuvo como jugadores amateurs a Camilo Gonzáles (arquero),  Artidoro Lanchipa, Ovidio Velásquez, Tito Héctor Valdez, Manuel Albarracín, Mario Rossi Pianori, Emilio Palza, Fausto Gallirgos, Víctor Arce, Luis Vinatea, Víctor Albarracín, Gustavo Chiarella, Jesús Urdanivia, Ricardo García, Roberto Eyzaguirre.
En sus primeros enfrentamientos internacionales se enfrenta a cuadros del norte chileno como el Naval, Ferroviarios, Omega, Comercial, Maestranza y con el lema "Hasta el último sudor" logrando títulos en estos campeonatos. El equipo estaba integrado por Javier Sánchez Moreno de Moquegua, Ángel Murillo de Molendo, Mario Liendo, Jorge Liendo de Calana y Nano Sánchez de Pachía.
En la siguiente etapa bajo el lema "¡Vamos Bolo!... ¡Arriba Tacna!" participan dos jugadores argentinos y tres cañetanos, siendo sus jugadores: Gustavo Chiarella,  Ángel "Cría" Sardón, "Calandria" Girón, Luis Viaccava, Jesús Aste entre otros.

### Torneos nacionales

#### Copa Perú 1976
Después de varios años de frustraciones en la Copa Perú, en los que fue eliminado por los equipos representantes de Arequipa, en septiembre de 1976 Bolognesi clasifica para participar en la finalísima y el 10 de octubre, en el Estadio Nacional, 'Bolo' tuvo que enfrentar al Sport Ancash con el cual, tres décadas más tarde, sostendría no pocas rivalidades dentro y fuera de la cancha (recordar el W.O. tacneño en rebeldía por la amnistía al cuadro huaracino en 2007). 
El Bolognesi le ganó 2-0 a la ‘Amenaza’ con tantos de César ‘Muca’ Medina y José ‘Camote’ Vásquez y se quedó con la Finalísima de la Copa Perú con tres triunfos, un empate y una derrota. Con ese resultado, consiguió su ascenso a la Primera División. Por primera vez un club tacneño ingresaba al fútbol profesional, bajo la presidencia de Amadeo Rosales y la dirección técnica de Luis Roth, junto al equipo integrado por los futbolistas Jaime Espinoza, Rubén "Chiki" Chiarella, Enrique Vargas, José Campos (capitán), Klever Gonzáles (+), César Mendieta, Jaime Tejerina, José Candela, Carlos Ticona, César "Muca" Medina, Lucas Gonzáles, Juan Pinto, José "Camote" Vásquez, Carlos Quispe, Arnaldo de la Flor, Jorge Medina, Orlando Canazas y Edilberto Valdivia. A su llegada a Tacna mostraron la copa en una caravana y los pobladores de la ciudad los recibieron en un gran pasacalle desde el aeropuerto hasta el centro de la ciudad.
Al año siguiente hizo una buena campaña con un récord de triunfos como local ante los mejores equipos, gracias al plantel profesional con que contaba, con jugadores como José "Camote" Vásquez, el argentino Héctor Omar Azzan, Victorino Vicente Luyo, Luis Advíncula (padre de Luis que debutó en Cristal en 2010), Arturo Bisetti, Francisco Ponce, Justo Aliaga, Gerardo Baigorria, José "Cronómetro" Zevallos, el argentino Carlos Scolari, Fernando Campos, Roberto "Crítico" Zevallos, Jorge Zegarra, Enrique Camacho, Andrés Zegarra, Fermín Candela, Carlos Leturia, Celestino Ávalos, Carlos Reyna, Ernesto Guillén, Ottorino Sartor, Roger Valdivia, José "La Chancha" Carranza, Juan José Oré.
Otra buena campaña fue en 1987 con la presencia del técnico Carlos "Tito" Reyna y los jugadores: Julio Colina, Alberto Sánchez, Wálter Nájar, Marco Charún, Pascual Quispe, Pedro Barrionuevo, Pedro Novella, Mario Cisterna, Ricardo Zegarra, Alfonso "Cococho" Reyna, Jorge Cisterna, Hugo García e Israel Conde. Llegó a participar en dos liguillas clasificatorias para la Copa Libertadores, pero en el año 1992 el club pierde la categoría profesional y retorna a su liga de origen.

#### Copa Perú 1996
Una de las campañas de Copa Perú más recordadas en Tacna es la edición de 1996, que se cerró en el verano de 1997 con la Finalísima en Lima. Bolognesi, dirigido nada menos que por Teddy Cardama (que meses después debutaría en Primera con Alianza Atlético), y con Ysrael Zúñiga y Miguel Mostto como dupla de ataque, llegó con grandes pergaminos al hexagonal final. El equipo también lo integraban, entre otros, Christian Zúñiga, Walter Zeballos, Carlos Dueñas, el arquero Frank Villanueva y el ex crema Julio Isasi. No arrancó muy bien (perdió con León de Huánuco y empató con Gálvez, a la postre campeón), pero un triunfo sobre Gigantes del Cenepa (3-0) lo puso nuevamente en carrera. En la penúltima fecha consiguió su mejor triunfo: un contundente 3-0 sobre Colegio Nacional de Iquitos con triplete de Mostto. Aquel resultado dejó intactas sus chances para la última jornada, en la que cayó sin atenuantes ante Universidad Técnica de Cajamarca por 4-1 y se despidió del sueño del retorno.

#### Copa Perú 1998
En Tacna estaba fresco el retorno frustrado en y 1998, cuando 'Bolo' cayó en la final de la Copa Perú ante IMI Fútbol Club de Talara en un accidentado partido en el que acabó declarándose en rebeldía por el arbitraje y perdió en mesa, luego de haber ganado por 3 a 1 en Tacna y perder 1 a 3 en Talara.

#### Copa Perú 2000
Teniendo como técnico a Alberto Gallardo, que fallecería en el verano siguiente, el Bolo sería nuevamente protagonista de la Copa Perú. En el plantel destacaban, entre otros, Miguel Mostto y Amilton Prado. El rival en semifinales fue León de Huánuco. Y Bolognesi lo resolvió con sendas palizas que acabaron con un marcador global de 14-0: 0-5 en Huánuco y 9-0 en Tacna. Sin embargo, el Bolo acabó cayendo en las finales ante Estudiantes de Medicina.

### Campeón de la Copa Perú y ascenso a Primera División
El 27 de mayo de 1998 se fundan las divisiones menores del Coronel Bolognesi con el nombre de Club Sport Bolito, que bajo la dirección de Elena Martorell realizó una rápida campaña, campeonando en la liga de Tacna, la tercera división en 1998, la segunda división en 1999 y la primera división en el año 2000, para finalmente campeonar en la Copa Perú en 2001.
Su hermano Fernando Martorell, que durante años hizo esfuerzos para lograr este cometido, tomó la posta para que con la conformación de un consorcio empresarial Bolito cambie a Coronel Bolognesi FC, equipo que en el año 2004, bajo la dirección de Roberto Mosquera Vera, consiguió clasificar a la Copa Sudamericana.

### Participación en torneos internacionales
El equipo ha participado en cuatro torneos internacionales: fue tres veces en la Copa Sudamericana y una en la Copa Libertadores de América.
En 2004, en su primera participación fue eliminado en la primera fase por el Alianza Atlético de Sullana, ganando 1-0 en Tacna con gol de Johan Fano y perdiendo 4-1 en Piura.
En 2006 en primera fase se enfrenta a la Universidad San Martín de Porres, clasificando luego de ganar en Tacna 1-0 y perder 3-2 en Lima. Los goles tacneños fueron de Johan Vásquez y Johan Fano. En segunda fase se enfrenta al Colo-Colo de Chile, venciendo en Tacna 2-1 con goles de Johan Fano y Masakatsu Sawa; y perdiendo 1-0 en Santiago de Chile.
En 2007 en primera fase se enfrenta al Millonarios de Colombia, venciendo en Bogotá 1-0 con gol de Paul Cominges, y perdiendo en Tacna 1-0. Luego en penales caería 5-4 tras un penal fallado por Javier Chumpitaz.
La Federación Internacional de Historia y Estadística de Fútbol calificó al Coronel Bolognesi en el puesto 111 a nivel mundial de clubes en octubre de 2006.
En 2008 participó en su primera Copa Libertadores de América, enfrentándose a Flamengo de Brasil, Nacional de Uruguay y Cienciano del Perú, siendo eliminado en la segunda fase, llamada fase de grupos.

### Época de buen fútbol y Falta de Títulos (2005-2006)
El año 2005 incorpora tres jugadores argentinos, como el defensa Julio Caldiero, que hizo 4 goles en el apertura, el volante Carlos Marzuck, luego jugador del Sporting Cristal en 2006, y el delantero Roberto Demus. Ese año no llega a clasificar a la Copa Libertadores, en el acumulado fue superado por Universitario. En uno de los partidos definitorios fue derrotado por el Sporting Cristal 2-1, equipo que sería el campeón.
A inicios de 2006 se retiraron del equipo, Jorge Sampaoli (DT) y los jugadores Marzuck, Caldiero, Roberto Demus, Luis Alberto Ramírez, Luis Hernández Díaz y Junior Ross. Llegaron el argentino Raúl Donsanti, Christian Zúñiga, Masakatsu Sawa entre otros; ubicándose al final del torneo apertura en el tercer lugar. Para el Torneo Clausura de 2006 se integran al equipo Jorge Sampaoli (DT), el defensa Federico Martorell, el delantero Lucio Cereceto, Luis Hernández Díaz, Luis Alberto Ramírez, Junior Ross, Manuel Marengo y José Corcuera. Este equipo se encontraba en el primer lugar del torneo hasta la penúltima fecha, pero cae derrotado en la última fecha ante la Universidad San Martín en Lima.

### Subcampeón Peruano y Clasificación a la Libertadores
A inicio de 2007 se elige a Raúl Marcovich como entrenador y es cambiado por el tacneño Freddy García antes del primer partido que logra una aceptable campaña hasta su último partido donde derrota  2-1 al Universidad San Martín. Luego se nombra como DT a Juan Reynoso y al final del Apertura el equipo queda en último lugar; por ello en el Clausura se ve obligado a luchar su permanencia en la primera división. Lo resaltante es que además de lograr salvar la categoría, el 16 de diciembre, se consagró por primera vez campeón del Torneo Clausura tras pelear palmo a palmo con Universitario y por ende, Subcampeón nacional, siendo la Universidad San Martín el campeón nacional. Este campeonato le permitió al equipo peruano participar por primera vez en la Copa Libertadores de América.

### Descenso a la Segunda División y luego a la Copa Perú
En 2009, luego de una mala campaña debido a la constante apuesta por nuevos talentos, Bolognesi pierde la categoría bajo el mando del director técnico Roberto Mosquera.
En 2010, 2011 y 2012 cumple mediocres campañas en la Segunda División , alejando mucho a los espectadores que antes llenaban el Jorge Basadre y que ahora ya no se acercan al estadio.
El año 2013 decidió jugar en la Copa Perú debido a que no pasaba por una situación económica estable que le permita jugar en Segunda División.

### Participaciones en Copa Perú
Ante la desaparición del club homónimo Coronel Bolognesi F.C. (originalmente como Club Sport Bolito), una junta presidida por Elena Martorell y Familia decidió apoyar al club para lograr juntos el ascenso a primera división y para que Tacna vuelva a tener fútbol profesional.
El equipo se reforzó muy bien con jugadores provenientes de las canteras del Sporting Cristal, así el equipo logró campeonar en la Liga Distrital de Tacna fácilmente.
Debutó en la Etapa Regional goleando por once goles a cero a Defensor Caplina de Pachia, también le metió ocho goles a Defensor Boca del Río, también ganó a Real Sporting de Ciudad Nueva y nuevamente a Defensor Caplina; con lo que clasificó a la Liguilla Final donde también se coronó campeón superando a Deportivo Flavisur, San José, Real Sporting 15, Mariscal Cáceres y Bolognesi Zepita, clasificando así a la Etapa Departamental.
Donde debutó en las liguillas empatando en Cairani con 4 de diciembre, visitó Tarata donde ganó a General Salaverry, también Ticapampa donde goleó a Defensor Ticapampa.
En Tacna ganó todos sus partidos clasificando así a la Liguilla Departamental Final.
En La Liguilla Final que se jugó en Tacna se coronó campeón con cierta facilidad al superar a 4 de diciembre de Cairani, Águila Melgar de Tarata y Mariscal Cáceres de Tacna.
Consiguiendo el Campeonato de Tacna y Clasificando a la Etapa Regional.
En la Etapa Regional debutó de gran manera goleando, hasta el entonces invicto, Saetas de Oro de La Joya en Tacna por cuatro tantos a dos, sin embargo sufriría su primera derrota ante San Simón en Moquegua, la mala racha se amplió al visitar La Joya donde les voltearon el partido, en la última fecha empataron con San Simón en Tacna siendo eliminados de la Copa Perú.
En 2023 fue inhabilitado de participar en su liga distrital por una deuda con la Agremiación de Futbolistas Profesionales. Tras sumar dos walkover descendió a la Segunda División distrital. Al año siguiente no participó en ese torneo.

### Entrenador
Club Sport Bolito
- Fredy García (1998-1999)

Coronel Bolognesi F.C.
- Fredy García (2007)

## Uniforme
- Uniforme titular: Camiseta roja, pantalón rojo, medias rojas.
- Uniforme alternativo: Camiseta blanca, pantalón blanco, medias blancas.

Uniforme Titular
| 1929-1975 | 1976 |  |

Uniforme Alterno
| 1929-Presente |

### Indumentaria y patrocinador
| Periodo   | Proveedor |
| --------- | --------- |
| 1982-1984 | Adidas    |
| 1985-1986 | Ninguno   |
| 1987      | Diadora   |
| 1988-1993 | Ninguno   |
| 1994-1995 | Polmer    |
| 1996-1998 | Crack     |
| 2006      | Walon     |
| 2007      | Real      |
| 2008      | Mitre     |
| 2009      | Joma      |
| 2010      | Calvo     |
| 2011      | Rugare    |
| 2012      | Jor       |
| 2013      | Rugare    |
| 2015      | Athenas   |

| Periodo   | Patrocinador              |
| --------- | ------------------------- |
| 1985-1986 | Pioneer                   |
| 1996-1998 | Cerveza Cristal           |
| 2008      | Cerveza Cristal           |
| 2009      | Hyundai                   |
| 2010      | Peruvian Airlines         |
| 2011      | Universidad Alas Peruanas |
| 2012      | Cerveza Cristal           |
| 2013      | Honda                     |
| 2014      | Hyundai                   |
| 2015      | Grifos Pecsa              |
| 2019      | Cbb                       |

## Rivalidades

### Clásico Tacneño
El rival tradicional del Coronel Bolognesi es el CD Alfonso Ugarte. Encuentro futbolístico de larga historia en el fútbol tacneño. Sobre finales de los años veinte, la rivalidad entre colegios se trasladó al campo deportivo y los exalumnos de las dos grandes unidades escolares, C.N. Coronel Bolognesi y C.N. Alfonso Ugarte, decidieron fundar sus clubes de fútbol honrando a sus casas de estudios; desde aquel entonces, nació el Clásico Tacneño. Sin embargo, con el correr del tiempo y la irregularidad del cuadro ugartino. fue perdiendo notabilidad. Otro club con denominación de héroe, CD Mariscal Miller, tomó su lugar y protagonizó grandes duelos ante Bolo. Por ello, en la actualidad al hablarse del clásico tacneño se evoca también a los enfrentamientos entre carasucias y escarlatas.

## Estadio

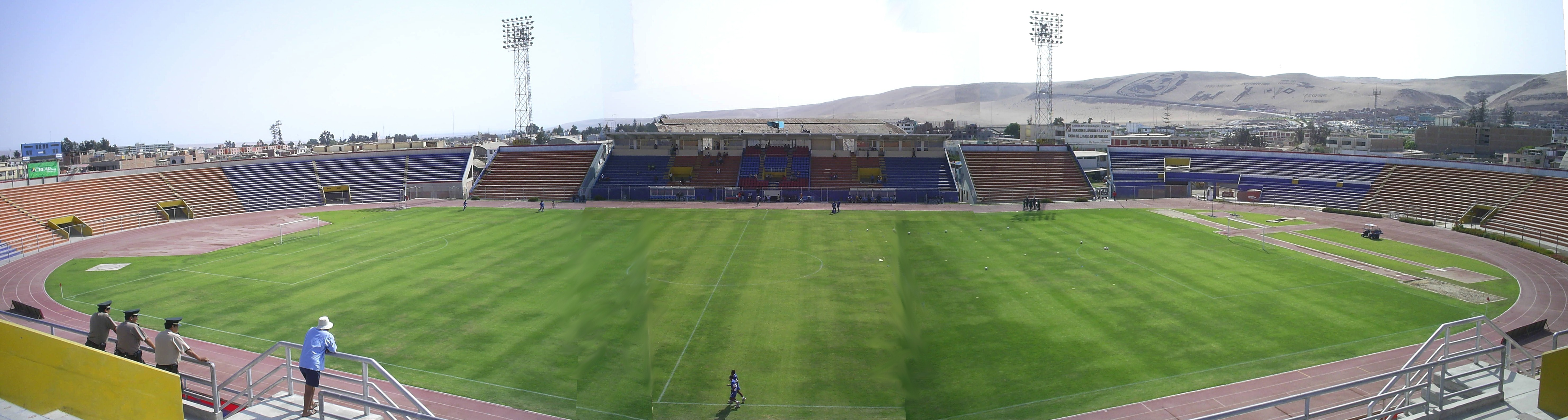
Estadio Jorge Basadre de Tacna.

El escenario se encuentra ubicado en Tacna, el cual fue remodelado y ampliado con motivo de ser sede de la Copa América 2004.
Tiene capacidad para 19.850 personas y cuenta con un buen gramado e iluminación artificial. Su nombre original fue Estadio Modelo de Tacna pero fue rebautizado con su actual nombre de Jorge Basadre, quien fuera historiador tacneño.
Antes el estadio solo contaba con las tribunas de Occidente, Oriente solo en la mitad de la capacidad actular, no había tribuna Norte y la de Sur estaba mal construida a la mitad. Con motivo de la Copa América de 2004 se construyó la tribuna Norte, a la del Sur se le remodeló llegando a su máximo de capacidad y la tribuna de Oriente contó con un segundo nivel para 3500 personas. Además se le colocaron 4 torres para la iluminación necesaria y se mejoraron las vías de acceso.
En otras ocasiones utiliza el estadio "Héroes del Alto de la Alianza".

## Datos del club
- Puesto histórico: 11.º
- Lema del Club: ¡Vamos Bolo!...¡Arriba Tacna!
- Temporadas en Primera División: 23 (1977-1991, 2002-2009).
- Temporadas en Segunda División: 3 (2010-2012).
- Mayor goleada conseguida:
  - En campeonatos nacionales de local: Coronel Bolognesi 7:1 Deportivo Wanka  (27 de noviembre de 2004)[5]
  - En campeonatos nacionales de visita: Universidad San Marcos 1:5 Coronel Bolognesi (22 de julio del 2011)[6]
- Mayor goleada recibida:
  - En campeonatos nacionales de local: Coronel Bolognesi 0:4 Sporting Cristal (22 de octubre de 2003)[7] / Coronel Bolognesi 0:4 Alianza Atlético (6 de agosto de 2008)
  - En campeonatos nacionales de visita: Sport Huancayo 7:0 Coronel Bolognesi (29 de agosto del 2009)[8]
  - En campeonatos internacionales de local:
  - En campeonatos internacionales de visita: Alianza Atlético 4:1 Coronel Bolognesi (14 de septiembre del 2004)
- Mejor puesto en Primera División: 2°.
- Peor puesto en Primera División: 16°.
- Mejor puesto en Segunda División: 5°.
- Peor puesto en Segunda División: 10°.
- Máximo goleador: Johan Fano, 50 goles en 3 temporadas.

### Participaciones internacionales
| Torneo                           | Ediciones         |
| -------------------------------- | ----------------- |
| Copa Libertadores de América (1) | 2008.             |
| Copa Sudamericana (3)            | 2004, 2006, 2007. |

### Por competición
| Torneo                       | Temp. | PJ | PG | PE | PP | GF | GC | Dif. | Pts. | Mejor desempeño |
| ---------------------------- | ----- | -- | -- | -- | -- | -- | -- | ---- | ---- | --------------- |
| Copa Libertadores de América | 1     | 6  | 0  | 2  | 4  | 0  | 5  | -5   | 2    | Fase de grupos  |
| Copa Sudamericana            | 3     | 8  | 4  | 0  | 4  | 8  | 10 | -2   | 12   | Segunda fase    |
| Total                        | 4     | 14 | 4  | 2  | 8  | 8  | 15 | -7   | 14   | —               |

## Jugadores

### Máximos goleadores
- Actualizado al 13 de mayo de 2012.

| Lugar | Jugador              | Goles | Años en el club y goles por temporadas               |
| ----- | -------------------- | ----- | ---------------------------------------------------- |
| 1.º   | Johan Fano           | 50    | 2003(11), 2004(30), 2006(9)                          |
| 2.º   | Junior Ross          | 47    | 2004(18), 2005(12), 2006(4), 2007(4), 2008(9)        |
| 3.º   | Roberto Demus        | 34    | 2005(17), 2006(10), 2008(7)                          |
| 4.º   | Miguel Mostto        | 28    | 2002(14), 2003(12), 2008(2)                          |
| 5.º   | Luis Alberto Ramírez | 20    | 2004(3), 2005(5), 2006(1), 2007(4), 2008(6), 2009(1) |
| 6.º   | Smith                | 19    | 2011(19)                                             |
| 7.º   | Paul Cominges        | 18    | 2007(18)                                             |
| 8.º   | Johan Vásquez        | 15    | 2004(3), 2005(3), 2006(4), 2007(4), 2008(1)          |

## Entrenadores
- José Tadormina Garrido (1972)
- Pablo Pasache (1975)
- Luis Roth (1976–1978); Campeón Copa Perú 1976
- Alejandro Heredia Miranda (1978-1979)
- Luis Roth (1980)
- Moisés Barack (1980–1981)
- Máximo Carrasco (1982)
- Alfonso Huapaya (1983–1984)
- Hernán Saavedra (1984)
- Héctor Berríos (1985)
- Víctor Lobatón (1986)
- Carlos Reyna (1986–1988)
- Rafael Castillo (1989)
- José Marín Lara (1990–1991)
- Hernán Ibarra (1993)
- Eduardo Ramírez (1994)
- Teddy Cardama (1996–1997)
- Carlos "Tito" Reyna (1997)
- Héctor Berríos (1998)
- José Carlos Amaral (1998)
- José Gonzáles Luna (1999)
- Juan Vidales (1999)
- Alberto Gallardo (2000)
- Ítalo Herrera Calderón (2001)
- Roberto Di Plácido (2002)
- Sergio Coleoni (2002)
- Roberto Mosquera (2003–2004)
- Jorge Sampaoli (2004–2005)
- Raúl Donsanti (2006)
- Jorge Sampaoli (2006)
- Raúl Marcovich (2007)
- Freddy García (2007)
- Juan Reynoso (2007–2008)
- Javier Torrente (2008)
- Roberto Mosquera (2008–2009)
- Lisandro Barbarán (2010–2011)
- Orlando Maltese (2012)
- Paul Cominges (2013)
- Flavio Maestri (2014)
- Miguel Mostto (2015)
- Lizandro Barbarán (2015)
- Matías Tatángelo / Miguel Mostto / Rodolfo Perazo (2016)
- Miguel Ángel Zagazeta (2016)
- Jorge Machuca / Víctor Céspedes / Oscar Vera (2017)
- Giancarlos Arfinengo (2017)
- Juan Vidales (2017)
- Erick Torres (2017)
- Mauro Reyes (2018)
- Giancarlos Arfinengo (2019)
- José Zevallos (2019)
- Marco Sánchez (2019)
- Pedro Novella (2020)
- Juan Carlos Malpica (2022)
- Carlos Reyna (2022)
- Juan Carlos Nieto (2023-presente)

En su ascenso al fútbol de 1.ª División en el 2001 tuvo a su cargo el equipo el argentino Roberto Di Plácido, luego llegó Sergio Coleoni de la misma nacionalidad, después el nacional Roberto Mosquera Vera, posteriormente el platense Jorge Sampaoli, más adelante Juan Reynoso Guzmán y el argentino Javier Torrente. A inicios del 2009 regresó al equipo Roberto Mosquera Vera.

## Palmarés

### Torneos nacionales
| Competición nacional            | Títulos     | Subcampeonatos |
| ------------------------------- | ----------- | -------------- |
| Primera División del Perú (0/1) |             | 2007.          |
| Torneo Clausura (1/0)           | 2007        |                |
| Copa Perú (2/2)                 | 1976, 2001. | 1998, 2000.    |

### Torneos regionales
| Competición regional                        | Títulos | Subcampeonatos                |
| ------------------------------------------- | --- | ----------------------------- |
| Campeonato Regional - Zona Sur (2/0)        | 1985, 1987. |                               |
| Etapa Regional - Región Sur, VI, VIII (5/1) | 1996, 1998, 1999, 2000, 2001. | 1968.                         |
| Liga Departamental de Tacna (20/2)          | 1966, 1967, 1970, 1971, 1972, 1973, 1974, 1994, 1995, 1996, 1997, 1998, 1999, 2000, 2001, 2013, 2015, 2016, 2017, 2019. (Récord) | 2004, 2022.                   |
| Liga Provincial de Tacna (5/4)              | 2008, 2013, 2015, 2016, 2017. | 2014, 2019, 2022.             |
| Liga Distrital de Tacna (11/5)              | 1961, 1966, 1967, 1970, 1973, 1974, 2012, 2013, 2014, 2017, 2019, 2022.                                                          | 1962, 2007, 2008, 2011, 2015. |